# Hans Stubbe (Architekt)
Hans Ludwig Magnus Stubbe (* 9. März 1868 in Stralsund; † 22. Oktober 1948 in Nütschau) war ein deutscher Architekt, Baubeamter und Hochschullehrer.

## Leben
Hans Stubbe wurde 1868 in Stralsund geboren. Er besuchte bis 1888 das dortige Realgymnasium und studierte anschließend Architektur in Zürich und Berlin. Nach dem Studium war er von 1894 bis 1899 Regierungsbauführer in Lüneburg. Daneben war er 1898 für die Eisenbahndirektion Danzig tätig. Stubbe wirkte von 1902 bis 1907 als Landbauinspektor in Stettin. Er wurde 1907 als Nachfolger von Karl Körner an die Technische Hochschule Braunschweig berufen, wo er bis zu seiner Emeritierung 1935 als Professor für Baukonstruktion lehrte.
In Braunschweig wohnte Stubbe zuletzt in der Ottmerstraße, wo er bis 1938 nachweisbar ist. Er starb im Oktober 1948 im Alter von 80 Jahren in Nütschau bei Bad Oldesloe.

## Bauten (Auswahl)
- 1896: Bau des neugotischen Nicolaikirchturms, Lüneburg
- Innerer Ausbau des Rathauses, Lüneburg
- 1896: Restaurierung des Kalandhauses, Lüneburg
- 1898: Eisenbahnempfangsgebäude, Danzig
- 1900: Eisenbahnempfangsgebäude, Essen
- 1903–1905: Empfangsgebäude des Bahnhofs Stralsund (mit Alexander Rüdell)
- Eisenbahnempfangsgebäude in Kolberg und Eberswalde

## Schriften
- Vom Kalandshause in Lüneburg. In: Zentralblatt der Bauverwaltung 18, 1898, 244–245.